# デスパレート・ラン
『デスパレート・ラン』（原題:The Desperate Hour）は2021年に公開されたアメリカ合衆国のスリラー映画である。監督はフィリップ・ノイス、主演はナオミ・ワッツが務めた。

## あらすじ
アメリカの郊外の町に住むエイミーは、一年前に夫を交通事故で亡くし、二人の子供を育てながら郡の収税課で働くシングル・マザーである。ある日、近所の森でジョギングに励みながらスマホで知人たちと会話していると、息子のノアが通う高校で立てこもり事件が発生し生徒が撃たれているとの一報が飛び込んできた。反抗期の息子とは断絶状態で、登校したかどうかも分からずスマホも留守電で繋がらない。警察や知人たちに問い合わせても情報は得られず、家から8キロも離れているために、とりあえず森まで迎車を手配するエイミー。 
スマホのニュース画像では高校から生徒たちが脱出していると伝えていた。高校の近くの店に電話して頼み込み、駐車場に息子の車があることを確認するエイミー。迎車は渋滞と交通封鎖で到着が遅れ、警察からは銃の所持やノアの精神状態について問い合わされて、ノアが犯人なのかと恐怖するエイミー。
スマホだけを頼りに森を走るエイミー。ノアと少しだけ電話が繋がったが、「ヤツが来る！」と言ったきり通話は途切れた。警察もこの時点ではノアを犯人とは見なしていなかったが、犯人が何者なのかエイミーに教えようとはしなかった。あちこちに電話して高校の駐車場に停まっている部外者の車の持ち主を割り出し、勤務先の収税課の同僚に無理を言って納税記録から電話番号を聞き出すエイミー。
犯人は高校の食堂に勤め、見下されて恨みを募らせた男だった。ようやく迎車に乗り込んで高校に向かい、母親として車内から犯人に電話するエイミー。盗聴していた警察は特殊部隊を突入させるために、エイミーに電話で犯人の気をそらす役を依頼した。再度、電話している間に銃撃戦となったが、ノアは無事に脱出し、母親の胸に飛び込んだ。

## キャスト
※括弧内は日本語吹替。
- エイミー・カー：ナオミ・ワッツ（藤本喜久子）
- ノア・カー：コルトン・ゴッボ（岡野友佑）
- ロバート・エリス：ロバート・チョーン
- エミリー：シエラ・マルトビー
- CJ：デヴィッド・リール
- 警察官：ジョシュ・ボウマン
- エイミーの母親：エディ・マーマン
- 運転手：ポール・ペイプ
- ブラント軍曹：エレン・デュビン
- レポーター：ゼフラ・ファザル
- ポールソン刑事（声のみ）：ウッドロウ・シュライバー（野沢聡）

## 製作・音楽
2020年9月12日、ナオミ・ワッツがフィリップ・ノイス監督の新作映画『Lakewood』に出演することになったと報じられた。16日、本作の主要撮影がカナダのオンタリオ州で始まった。2021年4月5日、フィル・アイズラーが本作で使用される楽曲を手掛けるとの報道があった。2022年2月25日、ガーデナー・レコーディングズが本作のサウンドトラックを発売した。

## 公開・マーケティング
2021年9月12日、本作は第46回トロント国際映画祭でプレミア上映された。27日、ヴァーティカル・エンターテインメントとロードサイド・アトラクションズが本作の北米配給権を獲得したと報じられた。2022年1月20日、本作のオフィシャル・トレイラーが公開された。その際、本作のタイトルは『Lakewood』から『The Desperate Hour』に変更された。

## 評価
本作に対する批評家の評価は芳しいものではない。映画批評集積サイトのRotten Tomatoesには73件のレビューがあり、批評家支持率は30%、平均点は10点満点で4.5点となっている。サイト側による批評家の見解の要約は「ナオミ・ワッツが全力を出し切ったにも拘らず、『デスパレート・ラン』は社会批評としてもスリラー映画としても及第点に達していない。」となっている。また、Metacriticには24件のレビューがあり、加重平均値は35/100となっている。